# John Waters
John Waters (Baltimore, Maryland, 22 d'abril de 1946) és un actor, director, guionista, productor, còmic i artista visual estatunidenc, que va adquirir fama a principi dels anys 1970 gràcies a les seves pel·lícules de culte transgressores. Al començament aquestes eren sovint protagonitzades per drag queens, criminals convictes o actrius porno, però cap a la fi dels anys 1980, quan ja havia adquirit una certa fama, va introduir també alguns actors coneguts, com ara Johnny Depp, Edward Furlong, Melanie Griffith, Chris Isaak, Johnny Knoxville, Martha Plimpton, Christina Ricci, Lili Taylor, Kathleen Turner, John Travolta, i Tracey Ullman. La seva homosexualitat és pública, i és un activista pels drets del col·lectiu LGBT.

## Filmografia principal
| Any  | Títol                                        | Com       | Com      | Com   | Com          | Com       |
| Any  | Títol                                        | Guionista | Director | Actor | Actor de veu | Productor |
| ---- | -------------------------------------------- | --------- | -------- | ----- | ------------ | --------- |
| 1964 | Hag in a Black Leather Jacket (curtmetratge) | Sí        | Sí       |       |              | Sí        |
| 1966 | Roman Candles (curtmetratge)                 | Sí        | Sí       |       |              | Sí        |
| 1968 | Eat Your Makeup (curtmetratge)               | Sí        | Sí       |       |              | Sí        |
| 1969 | Mondo Trasho                                 | Sí        | Sí       |       |              | Sí        |
| 1970 | The Diane Linkletter Story (curtmetratge)    | Sí        | Sí       |       |              | Sí        |
| 1970 | Multiple Maniacs                             | Sí        | Sí       |       |              | Sí        |
| 1972 | Pink Flamingos                               | Sí        | Sí       |       | Sí           | Sí        |
| 1974 | Female Trouble                               | Sí        | Sí       |       |              | Sí        |
| 1977 | Desperate Living                             | Sí        | Sí       |       |              | Sí        |
| 1981 | Polyester                                    | Sí        | Sí       |       |              | Sí        |
| 1986 | Something Wild                               |           |          | Sí    |              |           |
| 1988 | Hairspray                                    | Sí        | Sí       | Sí    |              | Sí        |
| 1990 | Cry-Baby                                     | Sí        | Sí       |       |              |           |
| 1994 | Una assassina molt especial (Serial Mom)     | Sí        | Sí       |       | Sí           |           |
| 1998 | Pecker                                       | Sí        | Sí       |       | Sí           |           |
| 1998 | Divine Trash                                 |           |          | Sí    |              |           |
| 1999 | Acords i desacords (Sweet and Lowdown)       |           |          | Sí    |              |           |
| 2000 | Cecil B. Demented                            | Sí        | Sí       | Sí    |              |           |
| 2002 | Blood Feast 2: All U Can Eat                 |           |          | Sí    |              |           |
| 2004 | Seed of Chucky                               |           |          | Sí    |              |           |
| 2004 | Els sexeaddictes (A Dirty Shame)             | Sí        | Sí       |       |              |           |
| 2004 | Plagues & Pleasures on the Salton Sea        |           |          |       | Sí           |           |
| 2006 | This Filthy World (documental)               | Sí        |          |       |              |           |
| 2006 | Jackass Number Two                           |           |          | Sí    |              |           |
| 2006 | This Film Is Not Yet Rated                   |           |          | Sí    |              |           |
| 2007 | Each Time I Kill                             |           |          | Sí    |              |           |
| 2007 | Hairspray                                    | Sí        |          | Sí    |              |           |
| 2007 | The Junior Defenders                         |           |          | Sí    | Sí           |           |
| 2007 | Animal Planet: Jessica the Hippo             |           |          |       | Sí           |           |
| 2007 | In the Land of Merry Misfits                 |           |          | Sí    |              |           |
| 2011 | Mangus!                                      |           |          | Sí    |              |           |
| 2012 | Excision                                     |           |          | Sí    |              |           |

## Guardons i nominacions
| Any  | Premi  | Categoria           | Obra            | Resultat | Ref   |
| ---- | ------ | ------------------- | --------------- | -------- | ----- |
| 2020 | Grammy | Millor àlbum parlat | Mr. Know-It-All | Nominat  | [ 2 ] |